# Gola Wąsoska
Gola Wąsoska – wieś w Polsce, położona w województwie dolnośląskim, w powiecie górowskim, w gminie Wąsosz.
| SIMC    | Nazwa      | Rodzaj    |
| ------- | ---------- | --------- |
| 0377207 | Podmieście | część wsi |

W latach 1975–1998 miejscowość administracyjnie należała do województwa leszczyńskiego.